# Homem de Dätgen

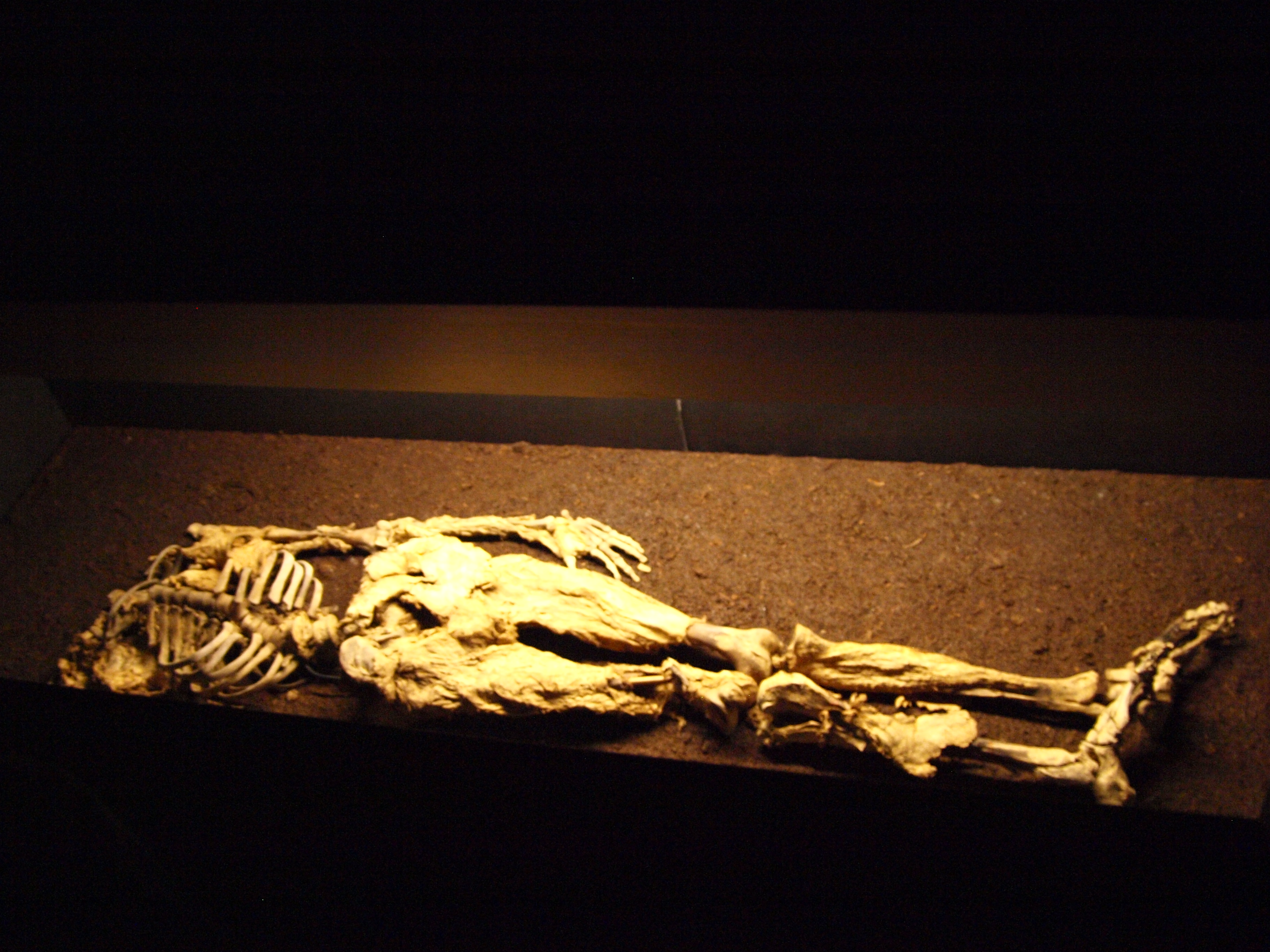
Homem de Dätgen

O Homem de Dätgen é um corpo de pântano do século II ao IV, que foi encontrado em 1959 no Großen Moor (Grande Moor), perto de Dätgen, no distrito de Rendsburg-Eckernförde, em Schleswig-Holstein, durante o corte de turfa. A princípio, apenas o corpo do homem foi encontrado e apenas seis meses depois, em 1960, a cabeça decepada com o característico penteado do ReferênciasEstatal Arqueológico Schloss Gottorf, em Schleswig.

## Encontrar

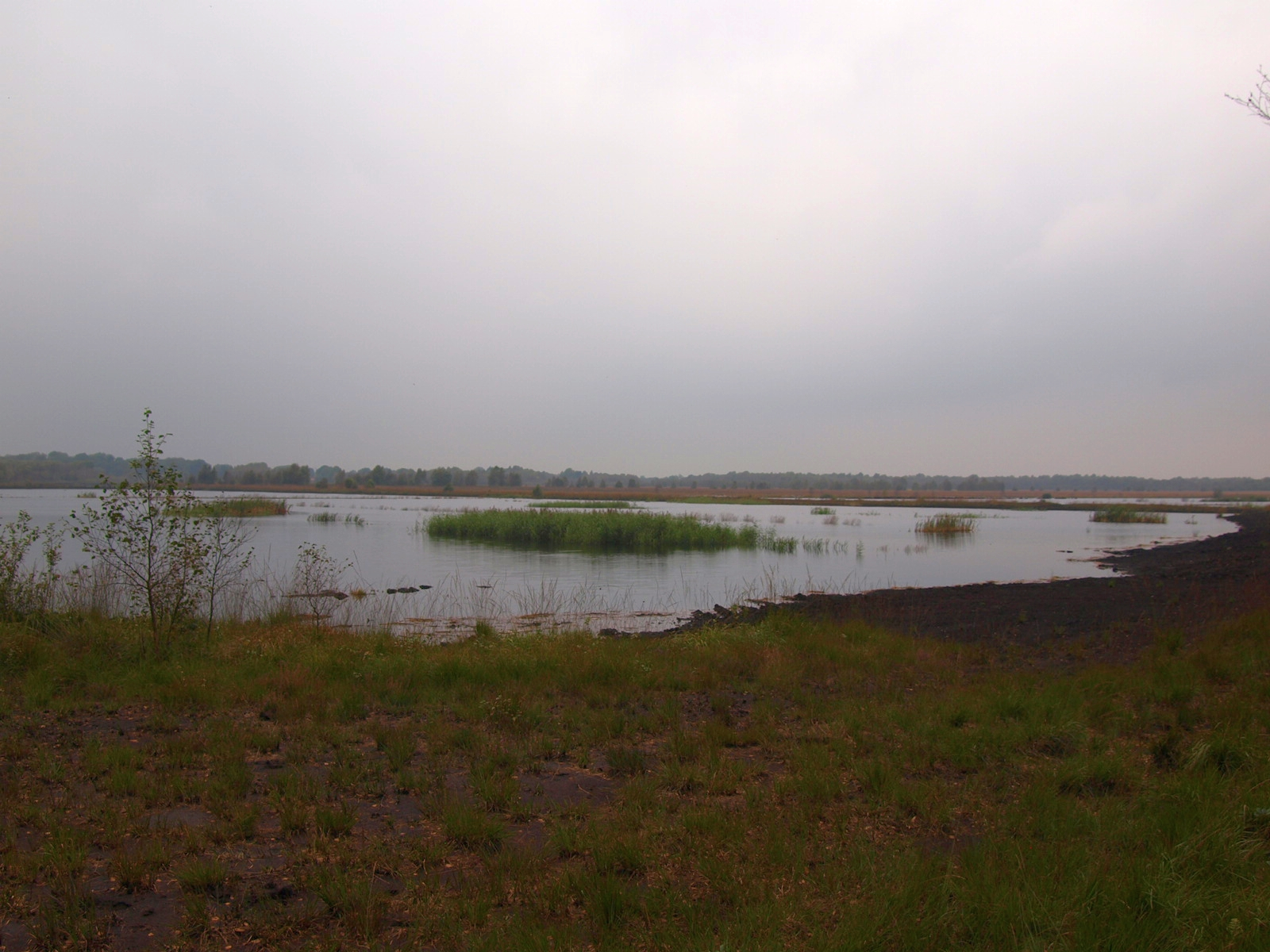
O Grande Moor, perto de Dätgen, em setembro de 2011, com vista para o local

O Grande Moor consiste em duas piscinas que são conectadas umas às outras por uma área maior. Encontra-se entre as comunidades de Dätgen e Loop e a leste da vila de Schülp b. Nortorf no distrito de Nortorfer Land. O extremo leste do pântano faz fronteira com a rodovia federal 7. Tem uma extensão máxima de 1900 m na direção norte-sul e 3000 m na direção oeste-leste. O local em si está localizado na parte ocidental do Grande Moor, no chamado pântano do governo pertencente ao município de Dätgen, no lote II. Linha sul, que faz fronteira com a trama de Bockmeyers Heide, no sudeste. O sítio fica a cerca de 300 a 500 metros do banco fixo; isto é, o homem foi depositado lá em um momento em que a superfície do pântano estava acessível, possivelmente na geada do inverno.

## Descoberta
Em 1906, os trabalhadores encontraram um monte de roupas remendadas no Grande Moor, que há muito tempo era usado para a extração de turfa, no norte da bacia ocidental. Segundo Johanna Mestorf, era um casaco, calças, restos de jaqueta, cinto e restos de couro. Uma semana antes da descoberta do corpo do pântano de Dätgen, foram encontrados vários gravetos de madeira de bétula e uma madeira de 61 cm de comprimento, em forma de joelho, com cerca de 61 cm de comprimento, aparada a 400 metros ao sul, que em forma se assemelha ao eixo de um machado da idade do bronze. A cerca de 5 metros, os trabalhadores encontraram os restos de uma urna funerária do Império Romano, coberta com uma tampa redonda de madeira de carvalho e restos de cinzas de cadáveres. Uma conexão com a descoberta do corpo do pântano de Dätgen é, no entanto, improvável.

### Casco
O homem de Dätgen foi descoberto em setembro de 1959 por prisioneiros que eram usados para atacar o Grande Moor. A camada de turfa foi quebrada mecanicamente aqui e o corpo só foi descoberto porque a parede da turfa, que havia sido cortada irregularmente pela escavadeira, foi suavizada manualmente com pás. Os trabalhadores inicialmente pensaram que a descoberta eram os restos de um animal, onde partes do corpo foram inicialmente danificadas e removidas do local. A descoberta foi feita em 8 de setembro de 1959, por Karl Wilhelm Struve, do Museu Schloss Gottorf e Prof. Dr. L. Aletsee recuperado do Instituto de Botânica da Universidade de Kiel. Quando eles chegaram, a pelve e as pernas do cadáver ainda eram encontradas. O corpo estava esticado de costas, com as pernas voltadas para o noroeste e o tronco voltado para o sudeste. Estava preso ao chão com três pilhas de bétulas finas, com cerca de 150 a 250 cm de comprimento, apontadas para uma extremidade. As estacas haviam sido golpeadas no chão em um ângulo de cerca de 20°, sobressaindo do corpo, duas no lado leste e uma no lado oeste do casco. Um quarto tronco de bétula, com cerca de 47 cm de comprimento, ficava verticalmente entre as coxas. O braço esquerdo estava na coxa esquerda, com a mão ao longo do tronco. O braço direito foi retirado da descoberta, com vários ossos dos dedos perdidos; sua localização original não pôde mais ser determinada. Quando as pernas foram expostas, tornou-se evidente que a pele do corpo era de cor clara e escureceu após um curto período de tempo devido à oxidação no ar. Nesse ponto, a camada de pântano ainda tinha 95 a 100 cm de espessura, mas a área de superfície original era muito maior, pois a turfa foi extraída aqui alguns anos antes. Além de um fio de lã ao redor do tornozelo esquerdo, nenhum outro componente da roupa foi observado. Para o resgate, o local foi descoberto por todos os lados, protegido por uma prancha embaixo e transportado para o museu embalado em uma caixa de madeira. Lá o bloco foi escavado ainda mais no laboratório (exposto). A cabeça do corpo não foi encontrada durante as escavações posteriores em um raio de 2,5 metros. Struve e Aletsee pediram aos trabalhadores que procurassem tais descobertas no futuro e lhes ofereceram uma recompensa caso a cabeça fosse encontrada.

### Cabeça
Cerca de seis meses após a recuperação do casco, o capataz Schröder encontrou a cabeça a 3,1 metros a oeste do casco, na mesma camada de turfa. A princípio, ele notou três troncos de bétula pontiagudos e cruzados presos no chão, sob os quais uma cabeça com cabelo se projetava. Schröder suspeitou da falta de cabeça e puxou o professor aluno Dr. Weber acrescentou. Como o local estava localizado na direção de trabalho da máquina de mineração de turfa que se aproximava, a descoberta foi recuperada no museu antes da chegada dos especialistas. Para fazer isso, a cabeça embebida na turfa foi picada da camada de turfa em um bloco com cerca de 50 cm de comprimento.

## Conservação
O corpo estava deitado em uma camada de turfa branca, cerca de 30 cm acima do corpo, e a camada de turfa foi mais decomposta, o que indica que o corpo morto foi colocado em uma concha cheia de água. O corpo deve estar completamente debaixo d'água e separado do suprimento de ar, e os ácidos da moraína dissolvidos na água inibiram o processo de decomposição do corpo. A cabeça do morto provavelmente também foi colocada em uma concha cheia de água. O corpo foi removido da camada de turfa no laboratório do museu. A fim de garantir a posição original do corpo, foi feito um molde de gesso da impressão na turfa. Após o exame antropológico, a pele do cadáver foi branqueada com uma solução de peridrol, a fim de restaurar a impressão de cor da pele encontrada quando encontrada. O corpo foi desidratado com soluções alcoólicas e depois preparado com lanolina sem retração. Para proteger permanentemente os restos preservados da infestação por fungos, esporos, bactérias ou insetos, o corpo também foi tratado com pentaclorofenol.

## Constatações
O primeiro estudo antropológico do corpo, que havia sido superficialmente libertado dos restos aderentes do portão, foi realizado pelo Prof. Dr. Schaefer, o exame anatômico do Prof. Dr. TH Schiebler, do Instituto de Anatomia da Universidade de Kiel. A condição do corpo era boa, exceto pelos danos causados pela picada da turfa. Todos os intestinos foram quase completamente preservados e puderam ser examinados em detalhes. Sua forma correspondia à das pessoas vivas, mas havia diminuído consideravelmente devido ao colapso das células do parênquima. A altura original durante a vida do homem foi calculada a partir dos ossos do braço e perna esquerdos em cerca de 170 cm. O status das placas epifisárias nas extremidades das articulações indica uma idade em torno de 30 anos. Quando foi entregue ao museu, a pele, que ainda estava branca como cera quando foi recuperada, já estava descolorida devido à oxidação. A penetração da pele pelas raízes das plantas, como observada em muitos cadáveres de pântanos, foi muito pequena no homem de Dätgen. As unhas das mãos e dos pés têm bordas de corte suaves e sem danos, o que sugere que o homem não estava trabalhando fisicamente. A determinação do sexo como indivíduo do sexo masculino foi baseada na forma pélvica típica dos homens, na aparência geral da estrutura óssea e nas tiras musculares pronunciadas nos braços. Os órgãos genitais do homem (pênis e escroto) estavam completamente ausentes, mas as abordagens dos retalhos de pele preservados também indicavam o sexo masculino dos mortos. Mesmo com a ajuda de vários especialistas, não foi possível esclarecer se a pessoa morta foi emasculada ou se existe outra razão para a falta dos órgãos genitais. Os representantes da teoria da emasculação baseiam sua presunção nas áreas de pele bem preservadas nas proximidades da genitália ausente.
A pele e o esqueleto do homem têm numerosos ferimentos, alguns dos quais foram causados por picadas e golpes maciços. No peito, existe um ponto de punção aberto, com aproximadamente 38 mm de comprimento, que leva ao coração de um objeto pontiagudo que perfurou a quinta costela. Outra punção de 14 mm de comprimento também está localizada na região do peito. Nas costas, o corpo do homem morto tem uma terceira punção com aproximadamente 32 mm de comprimento acima da borda do osso do quadril. Nesse ponto, a borda do osso do quadril - próximo ao sacro - também mostra uma marca de punção, bem como pedaços de osso cortados que resultaram de um golpe da direita. A primeira vértebra cervical tem dois entalhes na frente. A sétima vértebra torácica, que não é mais preservada, foi provavelmente cortada por um golpe por trás no topo, como indicam os processos vertebrais destacados nas vértebras vizinhas. Com esse golpe, a cabeça provavelmente foi finalmente separada do tronco, após tentativas malsucedidas de encabeçar o homem pela frente. A terceira vértebra lombar foi danificada por um impacto de cima e a quarta vértebra lombar por um impacto de baixo. Os ossos longos da metade direita do corpo e a parte esquerda da pelve mostram mais fraturas e lascas. De acordo com a localização do corpo na turfa, no entanto, parte das últimas fraturas, bem como o deslocamento da articulação do quadril direito, provavelmente se desenvolveu pós-morte .
O que chamou a atenção no esqueleto do homem foram os ossos do braço, que eram marcadamente mais pronunciados no lado esquerdo, o que indica ser o homem possivelmente canhoto.
O exame das camadas de turfa ao redor do corpo dos mortos, em conjunto com a análise do pólen, mostrou que a concha cheia de água foi afundada um pouco antes de o corpo do homem ser afundado ali.

### Última refeição
O trato intestinal continha grandes quantidades de resíduos de alimentos digeridos, enquanto no estômago havia significativamente menos conteúdo. A partir de uma amostra do conteúdo do estômago, broto arável, painço, milho, trigo, bem como misturas de branco goosefoot, hederich, restos de folhas musgo e o pedaço de cabelo de um ser humano, restos de quatro pêlos de animais do veado família (Cervidaen), como veados, cervos, Podem ser determinados grãos de areia de alce ou rena e quartzo. Além do cabelo humano, a amostra do intestino delgado continha os componentes identificados no estômago. Partículas de carvão vegetal, um cabelo humano cortado e uma fibra de lã vermelha de aproximadamente 0,5 mm de comprimento também foram identificados na amostra do reto. Em resumo, suas últimas refeições incluíram milho, trigo e um pouco de carne, possivelmente veados e uma porção de culturas silvestres. Provavelmente, algumas sementes de ervas daninhas são introduzidas inadvertidamente no alimento.

### Roupas perdidas
Além do fio de lã enrolado e amarrado no tornozelo esquerdo, não foram observados mais vestígios ou vestígios de roupas ou jóias. O fio de lã tem um comprimento de 54 cm, um diâmetro de cerca de 1,3 mm e consiste em dois fios torcidos na direção S e fiados na direção Z. Não é certo, no entanto, se o homem de Dätgen também entrou nu no pântano, pois qualquer roupa feita de fibras vegetais pode ter desaparecido no ambiente ácido do pântano. O fio de lã provavelmente não foi usado para amarrar o homem porque ele é fraco demais para isso.

### Cabeça

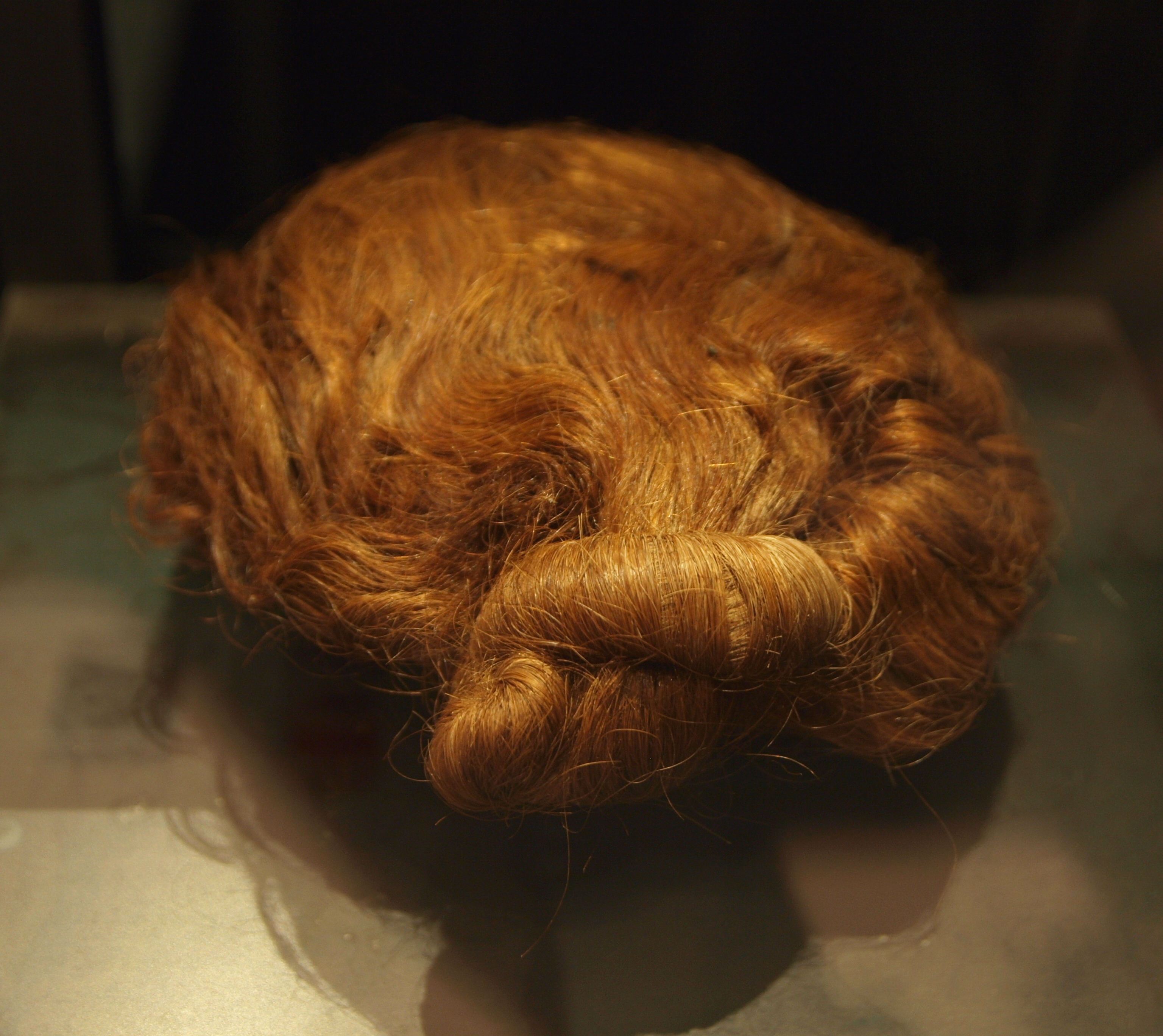
O cabelo preservado com um penteado de nó Sueben.

Segundo os cientistas investigadores, a cabeça decepada é quase certamente parte do corpo encontrado seis meses antes. Com base na análise de pólen da camada de turfa, a cabeça foi pressionada na borda de um flanco cheio de água e não havia sinais de enterro no fundo do buraco. Os ossos do crânio da cabeça passaram amplamente pelo ambiente ácido do pântano. O cérebro estava na cabeça como uma massa marrom fortemente encolhida, que ainda mostrava estruturas nítidas do cérebro na imagem de raios-X. O homem usava o cabelo muito comprido na cabeça amarrado a um nó suebino. A posição do nó nos restos da cabeça indica que - ao contrário da tradição histórica - ele não carregava o nó suebiano no topo da cabeça, mas na parte de trás. Cerca de 4 a 4,5 mm de comprimento, bigodes crespos eram visíveis na área do rosto. O cabelo é castanho devido ao armazenamento na água da charneca; em alguns lugares, especialmente dentro do coque, ainda é possível ver cabelos loiros claros.

### Causa da morte
Várias das lesões infligidas somente ao homem teriam resultado em sua morte certa, como um ataque cardíaco, decapitação, lesões na coluna vertebral ou castração, se esse fosse o caso. Os ferimentos na coluna cervical indicam que foi feita uma primeira tentativa de decapitar o homem pela frente, o que foi finalmente alcançado com um corte feito nas costas. Atualmente, a sequência exata das lesões individuais não pode mais ser reconstruída com segurança, mas a ciência assume que a causa real da morte é o ataque cardíaco e que só foi decapitado posteriormente. A morte múltipla aqui (exagero) também pode ser observada em vários outros cadáveres de pântanos, como o Homem de Lindow ou o Homem de Osterby.

### Datação
Com base na análise de pólen dos perfis de turfa desenhados no local e na datação por radiocarbono três amostras das camadas de pântanos abaixo e acima do corpo na década de 1960, foi assumido anteriormente que o homem foi morto em torno do segundo Século a.C. Uma datação mais recente em Carbono-14 de uma amostra de cabelo, por outro lado, mostrou um tempo de morte no período entre 135 e 385 d.C.

## Tentativas de interpretar
Devido a suas características físicas, como unhas e unhas bem cuidadas e cabelos longos, o homem de Datgen parecia ter uma posição social de destaque em seu ambiente mais ou menos amplo. Devido à situação encontrada do homem, a morte múltipla com a decapitação, a possível emasculação e partes de seu corpo ficaram presas separadamente na charneca, Karl Wilhelm Struve na década de 1960, com base em relatórios de Publius Cornelius Tacitus em sua Germania, a chamada tese de punição para discussão. Depois disso, o homem pode ter sido punido por adultério ou assassinato, e assim foi punido em um santuário e depois sacrificado. Ele também apresentou outras teorias que eram comuns na época para discussão, mas também expressou fortes preocupações sobre a teoria das vítimas punitivas. Como teoria provável, ele chama um assassinato motivado em particular em conexão com a apresentação, pelo assassinato múltiplo, mutilação e sepultamento separado em um local aparentemente árido, em que os mortos retornam para parar.